# Wehranlage (Kleinbrach)

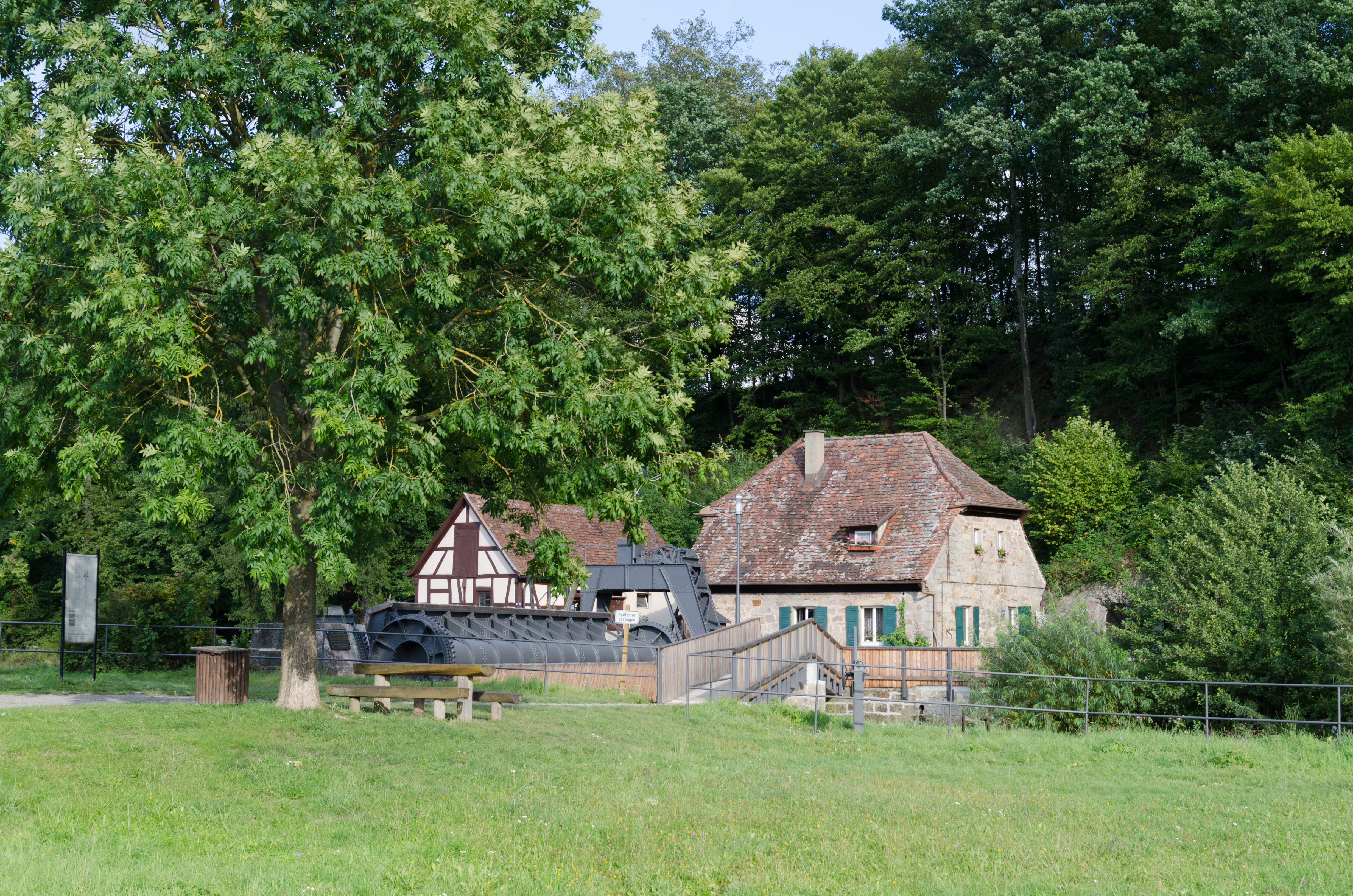
Wehranlage in Kleinbrach

Die Wehranlage in Kleinbrach, einem Stadtteil der bayerischen Kurstadt Bad Kissingen im unterfränkischen Landkreis Bad Kissingen, diente der Heilwasserförderung in der Nachbargemeinde Hausen (heute ebenfalls Stadtteil von Bad Kissingen).
Die Wehranlage gehört zu den Bad Kissinger Baudenkmälern und ist unter der Nummer D-6-72-114-206 in der Bayerischen Denkmalliste registriert.

## Geschichte
Die ursprüngliche Anlage des Wehrs entstand im Jahr 1764 unter Fürstbischof Adam Friedrich von Seinsheim. Sie diente der Versorgung der Wasserräder des Schönbornsprudels in Hausen.
Das Wasser floss in einem ebenfalls im 18. Jahrhundert entstandenen, mehrere Kilometer langen Kanal, dem so genannten „Gefluter“, von der Kleinbracher Wehranlage zum Hausener Schönbornsprudel. Da der Kanal um die dort befindliche Schleife der Fränkischen Saale herumführte, wurde im Jahr 1846 die Anlage eines Tunneldurchstichs in Angriff genommen, der den Kanalverlauf um 1,5 Kilometer abgekürzt hätte. Das Projekt scheiterte jedoch vermutlich aus finanziellen Gründen. Der begonnene Tunneldurchstich, das so genannte Echo, ist noch vorhanden.
Zum Gefluter gehörten zwei Trogbrücken, von denen die eine zu Kleinbrach gehörte und die andere den Nüdlinger Bach in Hausen überquerte. Nachdem das Gefluter bei einem starken Eisgang im Jahr 1946 weggerissen wurde, wurde es verschrottet.
Von der ursprünglichen Anlage des Wehrs sind das um 1770 entstandene Wehrhaus, ein eingeschossiger Halbwalmdachbau, sowie das Nebenhaus, ein in Fachwerk gehaltener Satteldachbau, erhalten geblieben.
Im Zusammenhang mit der Erschließung des in der Nachbargemeinde Großenbrach (heute Ortsteil von Bad Bocklet) gelegenen Luitpoldsprudels von 1906 bis 1908 wurde das Kleinbracher Wehr im Jahr 1908 durch die heutige Anlage ersetzt. Seit 1908 lieferte die Wehranlage die Wasserenergie für den Luitpoldsprudel sowie durch den Einbau einer Turbine (möglicherweise einer Kaplan-Turbine) den Strom für das Pumpwerk des Sprudels.
Nachdem im Juni 1994 ein Taucher in der Wehranlage verunglückte, ist das Wehr dauernd gezogen. Die Wasserkraft der Wehranlage wird heute nicht mehr genutzt.
Im Jahr 2012 fand eine Sanierung der Wehranlage statt, in deren Rahmen das Walzenwerk instand gesetzt und der aus Metall und Holz bestehende Steg komplett erneuert wurden.